# Biblioteca Pública de Austin

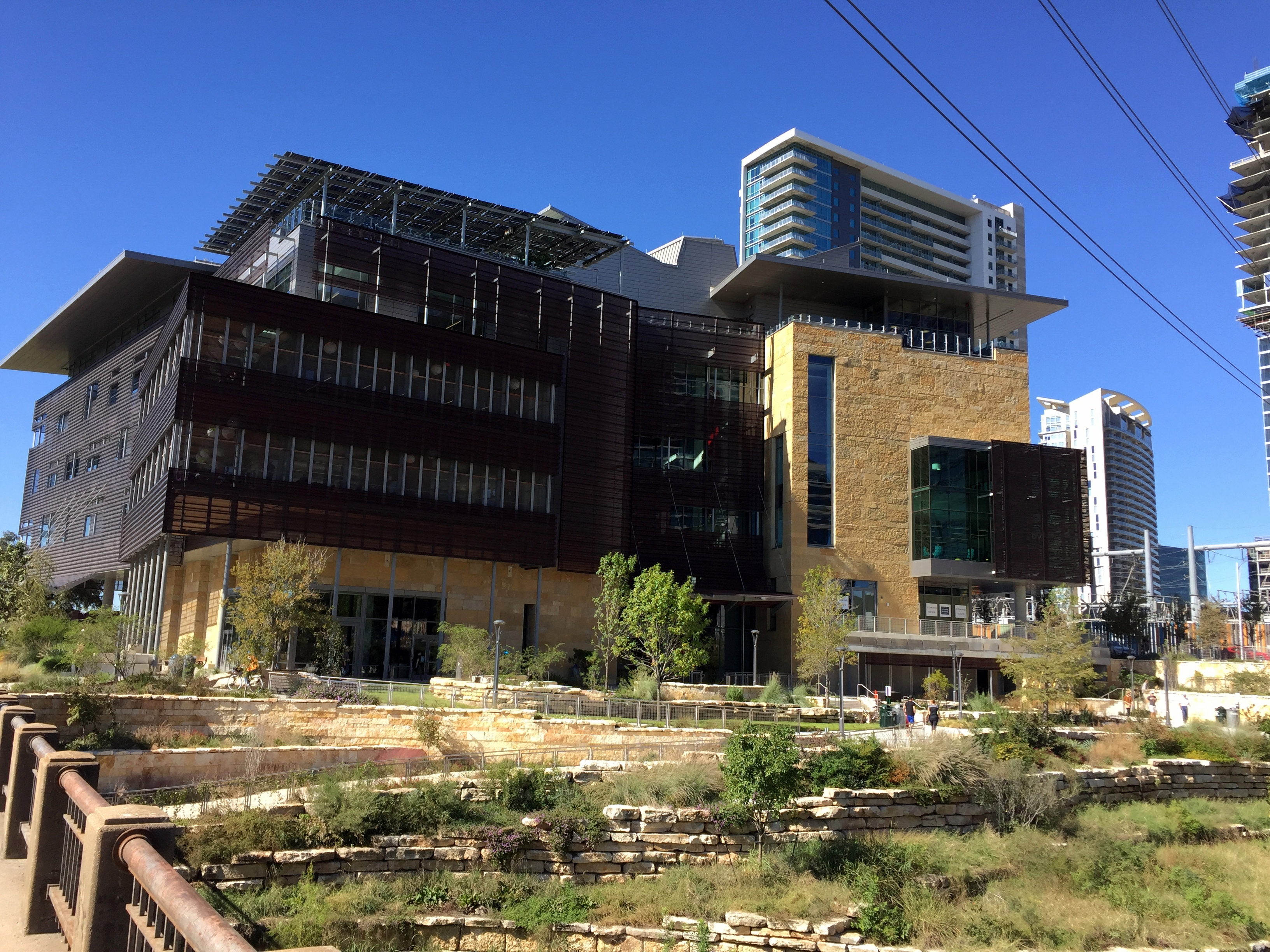
Central Library

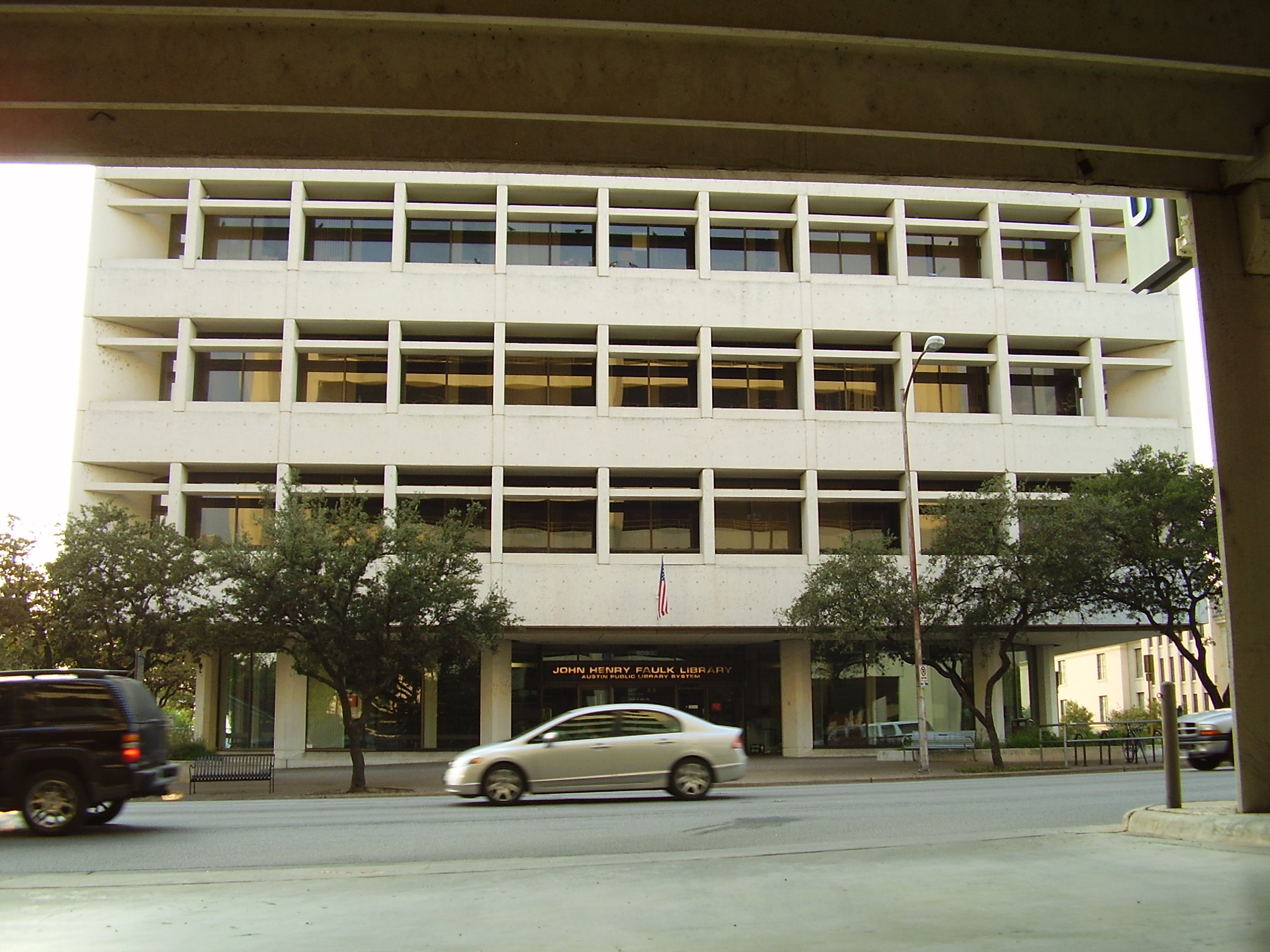
John Henry Faulk Library

La Biblioteca Pública de Austin (en inglés: Austin Public Library, APL) es el nombre con el cual se conoce el conjunto de bibliotecas de Austin, en Texas, Estados Unidos. 
Se organiza en torno a una biblioteca central y otras muchas bibliotecas.

## Bibliotecas
- Centro de Historia de Austin
- Carver Branch
- Cepeda Branch
- Hampton Branch at Oak Hill
- Howson Branch
- Little Walnut Creek Branch
- Manchaca Road Branch
- Milwood Branch
- North Village Branch
- Oak Springs Branch
- Old Quarry Branch
- Pleasant Hill Branch
- Ruiz Branch
- St. John Branch
- Southeast Austin Community Branch
- Spicewood Springs Branch
- Henry Terrazas Branch
- Twin Oaks Branch
- University Hills Branch
- Windsor Park Branch
- Yarborough Branch